# Alliance française Paris Île-de-France
 (septembre 2024).
 (août 2025).
L’Alliance française Paris Île-de-France (ou Alliance française de Paris) est une école d'enseignement du français langue étrangère (FLE). Établissement privé d'enseignement supérieur, organisme de formation reconnu, c'est une association loi de 1901 reconnue d'utilité publique.
L'Alliance française Paris Île-de-France fait partie d’un réseau international coordonné par la Fondation Alliance française qui représente 844 Alliances françaises dans 136 pays pour plus de 500 000 étudiants, ce qui fait d'elle le premier réseau culturel mondial.

## Histoire

### Création

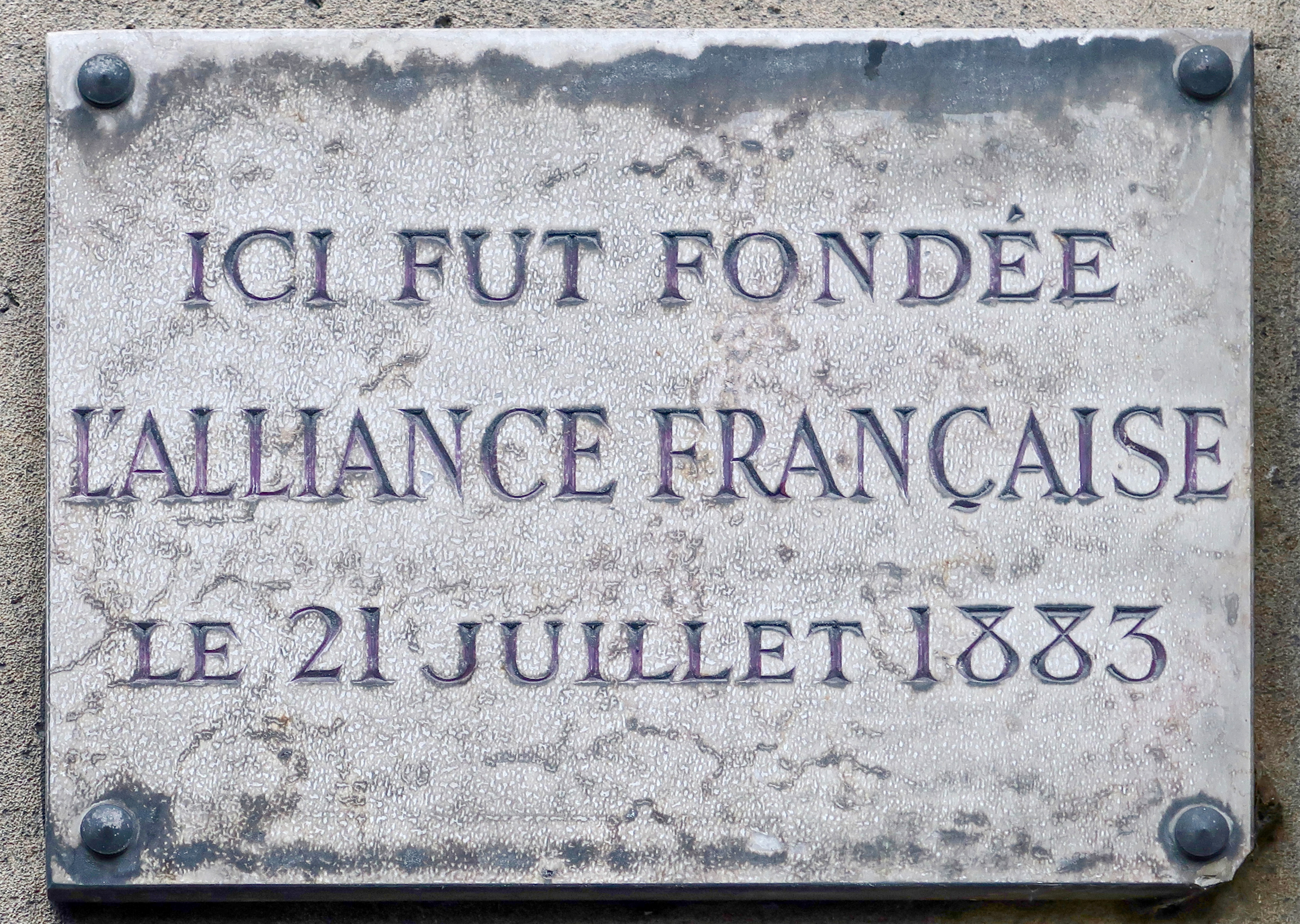
Plaque 215 boulevard Saint-Germain (Paris).

Le 21 juillet 1883, le Comité d'organisation de l'Alliance française, sous la direction du diplomate Paul Cambon, se réunit au 215, boulevard Saint-Germain (7e arrondissement de Paris). Sont également présents autour de lui un petit nombre de personnes venant de divers horizons : Pierre Foncin ; Louis Machuel, directeur de l'enseignement public en Tunisie ; Jean Jules Jusserand, chef de bureau au ministère des Affaires étrangères ; Alfred Mayrargues, « un israélite » ; Paul Melon, un protestant ; le père Charmetant, missionnaire apostolique et Paul Bert, ancien ministre de l'Instruction publique.
Le nombre des membres du conseil d'administration est fixé à cinquante. Il compte dans ses rangs des notabilités venues des horizons les plus différents : hommes politiques, diplomates, écrivains, archéologues, historiens, géographes, magistrats, éditeurs, gens d'Église.
L'association est approuvée par arrêté du ministère de l'Intérieur le 24 janvier 1884. Elle élabore ses statuts et les votes au cours de l'Assemblée générale du 10 mars 1884, date à laquelle on peut rapporter la fondation véritable et en tout cas définitive de l'Alliance française.

### Grandes dates

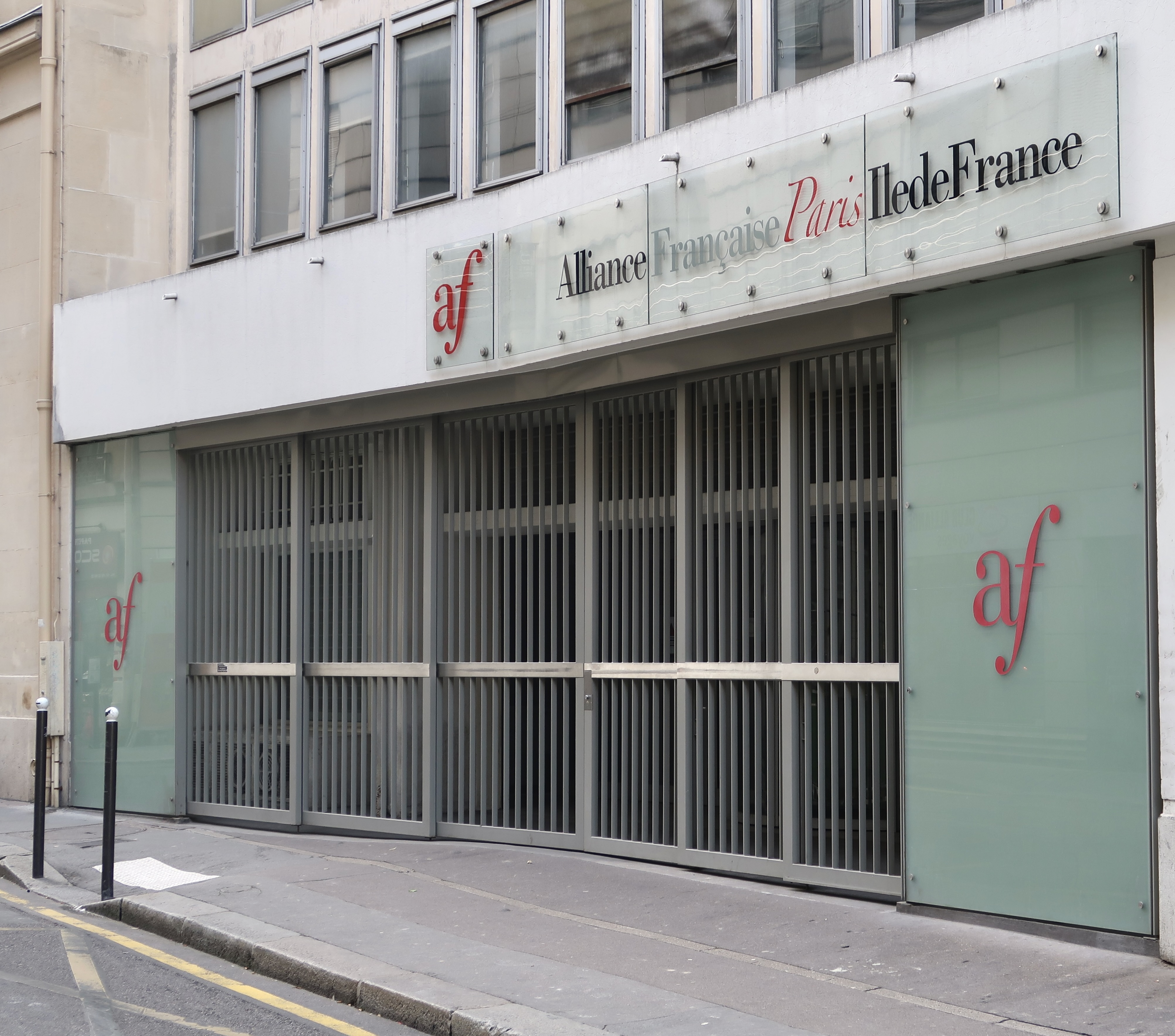
Bâtiment 34 rue de Fleurus.

- 10 mars 1884 : Fondation de l'Alliance française à Paris.
- 1886 : L'Alliance française de Paris est reconnue d'utilité publique.
- 1894 : Premiers cours au 215, boulevard Saint-Germain.
- 1919 : L'Alliance française quitte ses locaux du boulevard Saint-Germain. Ouverture de l'École pratique de langue française au 101, boulevard Raspail. Un enseignement permanent de la langue française y est dispensé.
- 1940 : Les archives de l'Alliance française sont emportées à Berlin par les nazis.
- 1944 : Réouverture de l'Alliance française de Paris après la guerre.
- 1948 : Création du cours de professorat.
- 1955 : Ouverture des stages d'été destinés aux professeurs de français.
- 1967-68 : Construction d'un nouveau bâtiment abritant des salles de classe supplémentaires au 34, rue de Fleurus (rue perpendiculaire au boulevard Raspail).
- 2007 : La direction des ressources internationales (DRI) de la Fondation Alliance française est créée. L'école de Paris et la direction des ressources humaines et financières (DRHF) deviennent l'Alliance française Paris Île-de-France.
- 2019 : Vente du bâtiment du 34, rue de Fleurus.

## Enseignement du français langue étrangère (FLE)
L'Alliance française Paris Île-de-France propose des cours de français général, des ateliers de français oral ou écrit, culturels et professionnels, des cours en entreprise et des formules personnalisées toute l'année pour tous les niveaux.
En 2013, l'Alliance française Paris Île-de-France participe à la création du portail Parlons français c'est facile aux côtés du Centre international d'études pédagogiques, du CAVILAM Alliance française de Vichy (Centre d’approches vivantes des langues et des médias), du Centre de linguistique appliquée de Besançon (CLA, de l'Institut français, de TV5 Monde et la Fondation Alliance française. Le site est animé par TV5 Monde. Parlons français c’est facile est une initiative du ministère des affaires étrangères. Ce site propose des parcours d'apprentissage du français construits autour de Webdocumentaires originaux : jeux, défis, tests.
Depuis 2017, l’Alliance française Paris Île-de-France a réalisé la collection de MOOC (Massive Open Online Course) « Vivre en France » et « Travailler en France » en partenariat avec le ministère de l'Intérieur. Ces cours en ligne, disponibles sur la plateforme France université numérique (FUN), permettent d’accompagner les primo-arrivants vers les niveaux A1, A2 et B1 du Cadre européen commun de référence pour les langues.

## Centre de passation des certifications de FLE
L'Alliance française est aussi un centre de passation pour tous les diplômes délivrés par le ministère français de l'Éducation nationale pour certifier des compétences en français : diplôme d'études en langue française (DELF), diplôme approfondi de langue française (DALF) et test de connaissance du français (TCF).
Elle est aussi centre d'examens agréé par la Chambre de commerce et d'industrie de Paris (CCIP) pour le test d'évaluation de français (TEF), le test d'évaluation de français adapté au Québec et les diplômes de français professionnel (DFP).

## Formation initiale ou continue des enseignants de FLE
L'Alliance française Paris Île-de-France propose des formations sur place ou à distance : stages d'été, formations à la carte, stages d'observation.
Elle délivre des diplômes spécifiques pour les professeurs, tel que le diplôme d'aptitude à l'enseignement du français langue étrangère (DAEFLE), qu'elle a créé en collaboration avec le Centre national d'enseignement à distance (CNED). Les cours se font en ligne en utilisant la plateforme du CNED, mais l'examen final se fait en personne, dans un des centres de passation de l'Alliance française.
Un diplôme lui est propre : le diplôme professionnel de l'Alliance française Paris Île-de-France (DPAFP), anciennement le « professorat ». La formation a lieu en présentiel.
La formation sanctionnée par le diplôme d'aptitude au management d'organismes culturels et éducatifs (DAMOCE) est offerte à Paris et peut-être parfois délocalisée dans des Alliances françaises ou Instituts français à l'étranger. Elle vise à former les futurs cadres du réseau culturel français à l'étranger.

## Conseil d'administration
Au 16 janvier 2025, le bureau est constitué comme suit :
- Président : Xavier North, ancien délégué général à la langue française et aux langues de France (2004-2014), puis inspecteur général des affaires culturelles (2014-2018)[6]
- Vice-présidente : Catherine Emprin-Charrier (d), directrice générale de BETC[7] et romancière[8]
- Vice-président : Marc Boudin (d), délégué général à l'Union des Français de l'étranger
- Secrétaire : Sylvie Marcé (d), ancienne directrice générale de Humensis (Éditions Belin et Puf) et membre du Bureau du SNE, commissaire générale des États généraux du livre en langue française
- Trésorier : Antoine de Beauvoir (d), analyste financier chez Deloitte
- Représentant de la Fondation : Alain-Pierre Degenne (d), ancien président de l'Alliance française de Bordeaux (2019-2020), Yves Bigot (depuis 2020)
- François Bourin (d), éditeur
- Agnès de Forges, ancienne chargée d’études à l’IFOP et au CIC
- Guillaume Dervieux (d), éditeur, directeur général du groupe Libella
- Vincenzo Esposito Vinzi, directeur général de l'ESSEC
- Nicole Gnesotto, présidente du conseil d'administration de l'Institut des hautes études de défense nationale, professeur, titulaire de la chaire sur l’Union européenne au Conservatoire national des arts et métiers (CNAM)
- Pierre Grégory, professeur des universités honoraire
- Michèle Jacobs-Hermès (d), directrice de la Francophonie – TV5 Monde
- Ivan Kabacoff (d), responsable des relations institutionnelles et avec la Francophonie à TV5 Monde
- Roger Pilhion (d), ancien directeur adjoint du CIEP, secrétaire général de la Mission laïque française
- Yves Portelli (d), directeur général de l'OPCO Atlas[9], ancien président de l'Alliance française de Paris
- Philippe Robinet, éditeur, directeur général de Calmann-Lévy, président de la Société civile des éditeurs de langue française (SCELF)
- Hélène Valade (d), directrice développement environnement chez LVMH - Moët Hennessy Louis Vuitton